# Janin Lindenberg
Janin March-Lindenberg (Berlijn, 20 januari 1987) is een atleet uit Duitsland.
Op de Europese kampioenschappen atletiek 2010 behaalt ze een zilveren medaille met het Duits estafette-team op de 4x400 meter.
Op de Olympische Zomerspelen van Londen in 2012 nam Lindenberg met het Duits estafette team deel aan de 4x400 meter.
In 2015 huwde Lindenberg en sindsdien noemt ze zich March. Tevens stopt ze eind 2015 met atletiek.
- World Athletics: 14278698